# Martin Smith
Martin Smith (ur. 6 lipca 1970) – angielski wokalista, gitarzysta i autor tekstów. Jeden z założycieli chrześcijańskiego zespołu muzycznego Delirious?.
Jest laureatem kilku prestiżowych nagród brytyjskiego przemysłu muzycznego. Na swoim koncie nagranych ma ponad 15 płyt z grupą Delirious i wieloma innymi artystami, m.in. zespołami Hillsong i Jesus Culture, oraz Israelem Houghtonem. Dwukrotnie koncertował w Polsce w 2008 i 2014 roku.